# Poets of the Fall
Poets of the Fall (em português, Poetas do Outono) , ou POTF,  é uma banda de rock da Finlândia. Os membros são Marko (vocalista), Olli (guitarrista), e Captain (Produtor/Tecladista), Jaska (guitarrista), Jani (baixista) Jari (baterista). Eles lançaram os singles "Late Goodbye" e "Lift" antes de lançar o álbum completo "Signs of Life". "Signs of Life" chegou a gold vendendo 15.000 cópias em apenas alguns meses e vendeu mais de 30.000 cópias até agora. Ele liderou a Top 40 na Finlândia, sendo o número um em Abril e Julho de 2005 e ficou nessa posição por mais de 52 semanas - um ano, o que o faz um dos mais bem sucedidos álbuns na história da música finlandesa.
A banda foi formada 2002 em Helsinque, Finlândia, começando com Mark e Ollie, e depois completada por Captain. A música "Late Goodbye" deve ser mencionada como o começo da popularidade da banda, a qual foi vista no jogo "Max Payne 2" como o tema principal. O segundo single, "Lift" foi lançado no programa de benchmark para computadores "3DMark05".
A banda ganhou vários prêmios incluindo o prêmio na categoria "Melhor Música - Pop" da Game Audio Network Guild (G.A.N.G.) com a música "Late Goodbye", "Melhor Banda Nova" nas melhores de 2004 da YleX's, "Finland's Mr. Pop 2005" para Mark no Stara.fi, "Nova Banda de 2005" durante o evento Musiikki & Media, dois prêmios Emma para melhor banda nova do ano, melhor álbum de estréia do ano, e o "Melhor Show Finlandês" nas premiações de 2006 da MTV Europe Music.
Os Poets' querem disponibilizar sua música internacionalmente. Eles fizeram um show ao vivo pela primeira vez fora da Finlândia em Berlim no seu primeiro concerto na Alemanha durante a Popkomm 2005 e eles lançaram o álbum "Signs of Life" em alguns países. O segundo álbum foi lançado na Suécia em Setembro, na Austrália, Rússia e Ucrânia em Outubro de 2006 e na Alemanha em 20 de Abril de 2007. Eles se apresentaram ao vivo na Suécia, Estônia e Rússia no fim de 2006. Em Março de 2007 participaram da Sunrise Avenue com quatro shows na Alemanha.
Uma nova single chamada "The Ultimate Fling" foi lançada na Finlândia e na loja virtual da banda em 6 de Fevereiro de 2008. O terceiro álbum da banda, "Revolution Roulette" foi lançado na Finlândia em 26 de Março de 2008.
Em 2010 lançaram se quarto álbum de estúdio, "Twilight Theater" que alcançou posição #1 na Finlândia. Em 2012 lançaram o quinto álbum "Temple of Thought".

## História

### O começo (2002-2004)
Como dito acima, Poets of the Fall começou em 2002 com Mark e Ollie. Depois de pouco tempo, Captain aderiu à banda. Isso trouxe três mundos diferentes para a formação do PotF: um cantor de rock, um guitarrista de jazz, e uma pessoa da área industrial/machine/trance. O grupo produziu música suficiente para vários álbuns. Aproximadamente cem músicas foram escritas, porém apenas algumas selecionadas foram produzidas, o que explica a alta qualidade das faixas.
Em 2003, os Poets' finalmente cresceram a uma audiência maior quando Sam Lake, um roteirista da Remedy Entertainment (produtora do jogo Max Payne 2) pediu a Mark para escrever uma música para o seu futuro lançamento, Max Payne 2. Quando o jogo foi lançado em 2004, o interesse na banda cresceu em todo o mundo. Pouco depois, "Late Goodbye" ganhou o primeiro lugar no prêmio anual G.A.N.G. em San Jose, Califórnia. A cerimônia foi televisionada na MTV Internacional e G4TV, porém os Poets' não puderam comparecer devido a compromissos em outro local.
Desde então, "Late Goodbye" se espalhou pelo mundo, com mais de dois milhões de cópias vendidas de Max Payne 2. Em junho de 2004, o single "Late Goodbye" foi lançado. Ele continha muitas diferentes variações da faixa título (incluindo uma edição para rádio, edição unplugged, e piano instrumental), também com uma faixa bônus chamada "Everything Fades". O single chegou ao Top 10 na Finlândia e ficou lá por vários meses.
Em 15 de setembro de 2004, os Poets' lançaram o segundo single "Lift", mantendo-se fiel ao estilo da banda. Assim como "Late Goodbye", "Lift" também teve uma considerável exposição já que apareceu no programa de benchmark para computadores, 3DMark05. O software divulgou "Lift" pelo mundo em mais de onze milhões de downloads.
A faixa adicional que foi incluída no single "Lift", "The Beautiful Ones" manteve o estilo poético dos Poets'. Em todos os seus outros trabalhos, eles apresentaram um senso de estilo que permaneceu no seu álbum de estréia.
A banda foi eleita como melhor banda nova em 2004 na Finlândia. "Lift" ganhou o segundo lugar na categoria melhor música do ano.
Em 18 de Dezembro de 2004, os Poets' lançaram para download na internet o single "Maybe Tomorrow is a Better Day" por quase três semanas.
"Maybe Tomorrow is a Better Day (talvez amanhã seja um dia melhor)...
... fala sobre esperança. Porém esperança, é uma coisa complicada. Uma faca de dois gumes. É a força principal que mantém a humanidade caminhando. Olhando para frente. Mesmo em tempos de crise. Uma força indispensável da natureza. Mas enquanto a esperança pode ser verdadeira... ela também pode ser falsa. Nós escolhemos o caminho a seguir, mas o caminho vai nos deixar ir? Eu escrevi a letra de "Maybe Tomorrow is a Better Day" no contexto de dualidade. Em outras palavras, aonde há esperança deve haver dúvida. Não existe um sem o outro. E então, cruelmente, partes da letra podem ser experimentadas tanto como dúvidas, tanto como esperança real... cabe a você encontrar o real significado."

### Reconhecimento mundial (2005-2006)
"Signs of Life", o primeiro álbum dos Poets' começou a ser vendido, tendo recebido mais pré-vendas do que foi esperado. Depois de ser lançado em 19 de Janeiro de 2005, ele foi a primeiro lugar em sua primeira semana no Top 40 de álbuns oficial da Finlândia. Ele foi a ouro em Abril de 2005, e passou mais de 52 semanas na lista, chegando a platina. Isso faz de "Signs of Life" um dos mais bem-sucedidos álbuns na Finlândia em 2005.
Também está incluído no álbum um link para uma página secreta no site, bem como uma senha. Na página, uma versão remixada de Lift (intitulada "Dramadance Remix") pode ser encontrada bem como vários papéis de parede da arte do folheto do álbum.
O álbum ganhou o prêmio anual Emma, na categoria Melhor Álbum de estréia de 2005 e também o prêmio de melhor banda nova do ano.
"Signs of Life" também foi lançado na Suécia, Dinamarca, Noruega, Austrália, Nova Zelândia, Ucrânia e África do Sul. Outros singles do álbum foram lançados como promocionais de rádio, "Illusion & Dream e "Stay", seguindo os passos de "Late Goodbye" e "Lift".
Em 13 de Agosto de 2005, o segundo vídeo dos Poets' foi lançado para ser televisionado na Finlândia. Desse ponto em diante, "Signs of Life" foi lançado no iTunes na Finlândia, Suécia, Noruega e Dinamarca. Em Outubro de 2005 o vídeo da Lift foi disponibilizado para ser visto online no site oficial da banda. Em 19 de Janeiro de 2006, a banda ganhou um prêmio na rádio finlandesa NRJ. Foram eleitos como "melhor surpresa Finlandesa".
Em 9 de Fevereiro de 2006, os Poets' fizeram o anúncio do próximo single que seria lançado dia 22 de Março. "Carnival of Rust" inclui duas versões da faixa título (uma versão de rádio, e a versão álbum), junto com uma gravação ao vivo exclusiva de "Don't Mess With Me", uma das mais populares músicas do álbum "Signs of Life".
Em março, os Poets' anunciaram as datas da turnê "Carnival of Rust". Também chamou a atenção dos fans que o seu baterista, Tapio deixou a banda para seguir carreira de fotógrafo. Entrando em seu lugar Jari. Eles mantêm contato com o ex-integrante e desejam-lhe o melhor na sua carreira.
Antes do lançamento do próximo single, chamou atenção o fato de que o álbum "Carnival of Rust" foi direto ao topo do canal de música da Finlândia YleX devido a votos de fãs. Foi reconhecido como "Álbum da Semana" depois de ficar em primeiro lugar por três semanas consecutivas. Depois da semana de 3 de Abril, músicas do novo álbum foram tocadas, e novas informações reveladas, bem como entrevistas com os integrantes da banda.
Em 30 de Março, o vídeo da música "Carnival of Rust" foi lançado e visto na The Voice e MTV Finlândia. O diretor do vídeo da Lift continuou seu trabalho com a banda para esse novo projeto, e o resultado não é nada menos que notável. Depois de muita antecipação, o segundo álbum foi lançado a 21 de Abril, depois de ser atrasado de sua data original de lançamento, 5 de Abril. O álbum inclui 11 novas músicas, e uma versão remasterizada de "Maybe Tomorrow is a Better Day", bem como o vídeo da música "Carnival of Rust".
"Carnival of Rust" seguiu os passos de seu predecessor, quando em 19 de Abril o Show Top40 anunciou que os Poets' teriam dois álbuns em sua lista. Depois de uma semana nas prateleiras das lojas, o álbum foi a primeiro lugar nos Tops da Finlândia.
Em 10 de Maio, "Signs of Life" saiu da Top40, na qual "Carnival of Rust" continua a ficar no topo da lista. O álbum foi a ouro apenas três semanas após ser lançado, e platina em 11 de Dezembro de 2006.
O álbum foi lançada na Suécia em 12 de Setembro de 2006, e na Alemanha em 20 de Abril de 2007.
Em 6 de Fevereiro de 2008 a single "The Ultimate Fling" foi lançada, com três versões da faixa titular, bem como uma versão ao vivo de "Fire", a primeira faixa do álbum "Carnival of Rust". Essa versão ao vivo foi gravada durante um show no Ankkarock Festival 2007 em 5 de Agosto. Uma amostra de 43 segundos da nova single está disponivel no site oficial.
Em 2019, o single "My Dark Disquiet", do álbum Ultraviolet, foi tema do jogo eletrônico Control. Sua recepção entre a comunidade online é globalmente positiva, onde muitos jogadores concordaram que gastar cinco minutos opcionais para sentar e ouvir a faixa dentro do jogo era "incrivelmente imersiva" e cimentou a música como um "certificado banger".

## Discografia
| Álbuns Estúdio 2005 - Signs of Life 2006 - Carnival of Rust 2008 - Revolution Roulette 2010 - Twilight Theater 2012 - Temple of Thought 2014 - Jealous Gods 2016 - Clearview 2018 - Ultraviolet 2022 - Ghostlight | - 2013 - Live in Moscow 2013 - 2020 - Alexander Theatre Sessions - 2009 - Best of Poets of the Fall - 2011 - Alchemy Vol.1 (Cd e DVD) - 2016 - Instrumental Collection Vol. 1 (Digital download (iTunes only)) - 2016 - Old Gods of Asgard: Memory Thought Balance Ruin / Rochard Original Game Soundtrack (Digital download (iTunes only)) |

## Turnês
| Anos      | Turnês                   | Países  | N. Shows |
| --------- | ------------------------ | ------- | -------- |
| 2004-2005 | Signs of Life-Tour       | 5 ( )   | 62       |
| 2006-2007 | Carnival of Rust-Tour    | 8 ( )   | 126      |
| 2008      | Revolution Roulette-Tour | 6*( )   | 12*      |
| 2010      | Twilight Theater-Tour    | 3 (, )  | 24       |
| 2011      | Alchemy-Tour             | 4 (, )  | 15       |
| 2012      | Temple of Thought-Tour   | 4 (, )  | 24       |
| 2014-2015 | Jealous Gods-Tour        | 8 (, )  | 69       |
| 2016-2017 | Clearview-Tour           | 8 (, )  | 35       |
| 2018–2019 | Ultraviolet-Tour         | 21 (, ) | 53       |

"*"= a data pode ser alterada conforme mais shows forem acrescentados.

## Premios e indicações
| Ano  | Prêmio                          | Categoria                            | Trabalho (álbum/canção) | Resultado | Ref,          |
| ---- | ------------------------------- | ------------------------------------ | ----------------------- | --------- | ------------- |
| 2004 | Game Audio Network Guild Awards | Best Original Vocal Song – Pop       | Late Goodbye            | Venceu    | [ 7 ]         |
| 2004 | YleX's "Best of 2004"           | Best Finnish Newcomer                | Eles mesmos (a banda)   | Venceu    | [ 10 ]        |
| 2004 | YleX's "Best of 2004"           | Best Finnish Song                    | Lift                    | 2o lugar  | [ 10 ]        |
| 2004 | YleX's "Best of 2004"           | Best Finnish Song                    | Late Goodbye            | 7o lugar  | [ 10 ]        |
| 2005 | Musiikki & Media Events         | Newcomer of '05                      | Eles mesmos (a banda)   | Venceu    | [ 30 ]        |
| 2005 | Radio City                      | Album of the Year                    | Signs of Life           | 7o lugar  | [ 31 ]        |
| 2005 | The Voice                       | Top 106                              | Lift                    | 10o lugar | [ 32 ]        |
| 2006 | NRJ Radio Awards                | Best Finnish Breakthrough 2005       | Eles mesmos (a banda)   | Venceu    | [ 15 ]        |
| 2006 | Emma Awards                     | Best Newcomer of the Year            | Eles mesmos (a banda)   | Venceu    | [ 13 ]        |
| 2006 | Emma Awards                     | Best Debut Album of the Year         | Signs of Life           | Venceu    | [ 13 ]        |
| 2006 | MTV Europe Music Awards         | Best Finnish Act                     | Eles mesmos (a banda)   | Venceu    | [ 33 ]        |
| 2006 | The Voice                       | Best Music Video 2006                | Carnival of Rust        | Venceu    | [ 34 ] [ 35 ] |
| 2006 | The Voice                       | Best Music Video 2006                | Locking Up the Sun      | 12o lugar | [ 35 ]        |
| 2006 | YLE Audience Choice Award       | Best Finnish Music Video of All Time | Carnival of Rust        | Venceu    | [ 36 ]        |
| 2007 | NRJ Radio Awards                | Best Finnish Band                    | Eles mesmos (a banda)   | Venceu    | [ 37 ]        |
| 2007 | NRJ Radio Awards                | Best Nordic Band                     | Eles mesmos (a banda)   | Indicado  | [ 38 ]        |
| 2007 | NRJ Radio Awards                | Best Finnish Album                   | Carnival of Rust        | Indicado  | [ 38 ]        |
| 2007 | Muuvi Awards                    | Bronze Muuvi Award                   | Carnival of Rust        | Venceu    | [ 34 ]        |
| 2007 | Muuvi Awards                    | Muuvi People's Choice Award          | Carnival of Rust        | Venceu    | [ 34 ]        |
| 2007 | Emma Awards                     | Best Rock Album                      | Carnival of Rust        | Indicado  | [ 39 ]        |
| 2007 | Helsingin Sanomat               | Most Beloved Finnish Rock Song       | Late Goodbye            | Indicado  | [ 40 ]        |
| 2011 | Emma Awards                     | Best Music Video                     | War                     | Indicado  | [ 41 ]        |

## Old Gods of Asgard
Old Gods of Asgard é uma banda de rock ficticia criada para o universo da franquia do jogo eletrônico Alan Wake.
Na trilha sonora do jogo aparecem 3 músicas creditadas ao Old Gods of Asgard. Na vida real elas foram interpretadas pelo Poets of the Fall - por isso diz-se que o Old Gods of Asgard é um Heterônimo do POTF. As suas canções são:
| Canção                    | Duração | Episódio em que a música é encontrada |
| ------------------------- | ------- | ------------------------------------- |
| The Poet and the Muse     | 4:17    | The Truth (Alan Wake)                 |
| Children of the Elder God | 3:37    | The Truth (Alan Wake)                 |
| Balance Slays the Demon   | 5:15    | Alan Wake's American Nightmare        |